# 慕容渉帰
慕容 渉帰（ぼよう しょうき、拼音: Mùróng Shèguī、? - 283年）は、鮮卑慕容部の大人。またの名を弈洛韓という。父は慕容木延。弟に慕容耐がおり、子に慕容吐谷渾・慕容廆・慕容運がいる。

## 生涯
慕容木延の死後、その後を継いで慕容部の大人となった。
経緯は不明であるが、同じ鮮卑族である宇文部とは対立し合っていたという。
西晋朝廷は、慕容部が代々中華王朝に従属して度々功績を挙げており、また本拠地としていた遼西の柳城（現在の遼寧省朝陽市双塔区・竜城区）をよく治めていた事から、功績として慕容渉帰を鮮卑大単于に任じた。
後に柳城から遼東の北へ根拠地を移すと、徐々に鮮卑人としての風俗を漢人風に改めていったという。
太康2年（281年）10月、西晋への従属を拒んで離反すると、昌黎郡へ侵略するようになった。
同年11月、西晋の平州刺史鮮于嬰が率いる討伐軍に打ち破られた。
太康3年（282年）3月、西晋の安北将軍厳詢もまた討伐軍を率いて昌黎へ到来すると、慕容渉帰はこれに敗れて1万人余りの兵を失った。
彼の長男は慕容吐谷渾といったが、彼は庶子であり、嫡男は弟の慕容廆であった。そのため、本来庶子である慕容吐谷渾にはその部衆を受け継ぐ資格は無かったが、慕容渉帰は彼の事を慮って、生前のうちに1700戸を分け与えてやったという。
太康4年（283年）12月、慕容渉帰はこの世を去った。本来は慕容廆が大人位を継ぐはずであったが、弟の慕容耐が簒奪して位を継いだ。

## 子孫
慕容吐谷渾は後に青海地方に移り住んで吐谷渾の創始者となり、7世紀頃まで青海一帯を支配して大いに栄えた。慕容廆は慕容渉帰の部衆を引き継いで遼東・遼西地方においてその勢力を拡大させ、後の前燕発展の基礎を築いた。慕容運の家系は後代まで繁栄し、北朝や隋・唐において多数の高官を輩出している。但し、慕容運の孫の慕容精（もしくは曾孫の慕容勝）の時代にその姓を慕容から豆盧に変えている。慕容運の孫の慕容永は西燕の最後の皇帝である。

## 『慕容』という姓について
慕容渉帰は次第にその風習を漢化させていく中で、漢人同様に姓を名乗ろうと考えた。そこで自ら「二儀（天・地）の徳を慕い、三光（日・月・星）の容（度量）を継がん」と宣言し、その言葉から『慕容』を姓として採用したのだという。但し、晋書はこれを彼の祖父である莫護跋の発言としている。

## 参考資料
- 『魏書』（列伝第八十三、列伝第八十九）
- 『晋書』（武帝紀、四夷伝、慕容廆載記）
- 『資治通鑑』（巻第八十一 晋紀三）
- 『十六国春秋』巻23